# Гуляницькі

Герб Остоя

Гуляницькі (Гуляльницькі) — рід волинських зем'ян, що належав до малоземельної шляхти. Займали проміжне становище між шляхтою і боярством. Вперше згадуються 1516 року. Наприкінці 19 століття існувало п'ять гілок цього роду, які були внесені в I та VI частини родовідної книги Волинської, Київської та Подільської губерній.

## Історія

### 16 ст.
1516 року чотирьом особам неясного ступеня спорідненості — Олешкові Івановичу, Мартинові Єромейковичу, Василеві Болоховичу та Янкові й Іванові
Микитичам — підтвердили родову вислугу, село Гуляники (Гуляльники). У переписі литовсько-руського війська 1528 року «боярове гуляницкиє» (тобто із Гуляників) виступали ще як люди без прізвищ: по одному коню на перепис ставлять Ярмола, Яцько, Олешко Койлович, Захаріяш Янкович, Івашко та Прокіп (загалом 6 коней від Гуляників).
Із подальшим розгалуженням роду, який почав називатися спільним прізвищем «Гуляницькі», зростала кількість патронімічних груп. На останню чверть 16 століття в Гуляниках мешкали Юнковичі (нащадки Янка Микитича), Микитчичі й Тимошичі або Тимошиничі (нащадки Івана Микитича), Єрмошевичі чи Ярмошевичі (нащадки Мартина Єромейковича), а також молодші відгалуження: Брульковичі, Колупайловичі, Поповки, Останковичі (Осташовичі), Степановичі, Пителевичі, Ошковичі (Юшковичі).
На вірність Короні у 1569 році на Луцькому уряді присягало 26 Гуляницьких. За поборовим реєстром 1577 року, чотирьом особам «з Гуляників» належало 11 підданих-городників; за реєстром 1583 року, семеро Гуляницьких володіли 16 городниками. Як пише Яковенко: «Луцькі актові книги 70-90-х років рясніють згадками про нескінченні сварки та бійки Гуляницьких то під час сутичок „на бесідах“, то в корчмі, то в конфліктах на межі […], то у вуличних сутичках, то при захопленні одне в одного худоби тощо».
Деякі Гуляницькі посідали приватні урядницькі посади, як-от Михайло Юнкович, слуга князів Друцьких Любецьких, урядник містечка Любчого в 1560-х роках. Інші Гуляницькі посідали дрібні посади в Луцькому ґроді. Лише між 1564 і 1582 роками возними Луцького повіту були дев'ятеро Гуляницьких.

### 17 ст.
У першій половині 17 століття з роду Гуляницьких вийшло кілька луцьких підписків, які одночасно займалися адвокатурою. Широку адвокатську практику мав, наприклад, Тимофій Гуляницький, який 1619 року підписав разом з іншою волинською шляхтою листа на охорону Луцького братства. За тарифом подимного 1629 року, шестеро Гуляницьких платили податок із 7 димів, найімовірніше, з власних садиб-дворів.
Розширюючи свої володіння на схід, з Волині Гуляницькі прямували на Поділля, а пізніше на Київщину і Чернігівщину. У козацькому реєстрі 1649 року згадується 20 Гуляницьких, більшість з яких у Корсунському полку. Найвідомішим серед них став полковник корсунський, потім ніжинський Григорій Гуляницький.